# Judith Graham Pool
Judith Ethel Graham Pool (Queens, 1º giugno 1919 – Stanford, 13 luglio 1975) è stata una scienziata statunitense.
È nota per la scoperta della crioprecipitazione, un processo per la creazione di concentrati dei fattori della coagulazione, che hanno migliorato significativamente la qualità della vita degli emofiliaci in tutto il mondo.
Oltre a ideare e introdurre nella pratica clinica un preparato contenente la proteina mancante nei pazienti emofiliaci, che ha cambiato in modo significativo il loro trattamento, ha anche dato numerosi contributi all'estrazione, alla conservazione e alla sopravvivenza delle proteine. Al momento della sua morte, era molto rispettata nel campo dell'ematologia.

## Biografia
Judith Graham nacquie nel Queens, New York, in una famiglia ebrea. Sua madre era un'insegnante e suo padre un agente di borsa.
Si è sposata con Ithiel de Sola Pool, un politologo, quando era ancora all'università. Ha lasciato gli studi dopo aver dato alla luce i suoi due figli, Jonathan Robert e Jeremy David Pool, negli anni '40. La coppia ha divorziato negli anni '50.
Si è trasferita a Oslo, in Norvegia, tra il 1958 e il 1959.
Ha avuto una figlia vent'anni dopo la nascita del secondo figlio e sposò Maurice Sokolow, professore di medicina ed ematologia. Il loro matrimonio si concluse dopo tre anni.
Judith Pool morì all'età di 56 anni a causa di un tumore al cervello.

### Formazione
La dottoressa Pool studiò fisica all'Università di Chicago, poi ha continuato gli studi e in seguito ha lavorato come assistente nel suo dipartimento.
Ha insegnato fisica all'Hobart College di Geneva New York, mentre scriveva la sua tesi sull'elettrofisiologia delle fibre muscolari.
Ha conseguito la sua laurea nel 1946, producendo uno studio notevole sull'elettropotenziale di una singola fibra muscolare isolata.
Dopo il dottorato, si è trasferita in California con la sua famiglia e ha ottenuto un posto di ricercatrice presso lo Stanford Research Institute.
Nel 1953 ha iniziato a studiare la coagulazione del sangue alla Stanford School of Medicine come ricercatrice sostenuta da una borsa di studio della Bank of America-Giannini Foundation.
È andata a Oslo, in Norvegia, con una borsa di studio Fulbright.

### Carriera accademica
È stata ricercatrice senior associata all'Università di Stanford dal 1956 al 1970, per poi diventare scienziata senior nel 1970. Nel 1972 è stata promossa professore ordinario.
Ha anche tenuto conferenze, come la Paul M. Aggeler Memorial Lecture nel 1974, presso diverse istituzioni e congressi.
È stata membro dei comitati consultivi scientifici nazionali del National Institutes of Health e del Blood Program della Croce Rossa Americana, del comitato consultivo del National Blood Resource Program, del comitato consultivo medico e scientifico della National Hemophilia Foundation, del comitato consultivo medico e scientifico della World Federation of Hemophilia e dei comitati editoriali di Transfusion e dell'American Journal of Hematology.
Nel suo ultimo anno di vita ha dedicato gran parte del suo tempo e dei suoi sforzi alla promozione di maggiori opportunità per le donne nella scienza a livello nazionale.
Ha fondato e presieduto l'organizzazione Professional Women of Stanford University Medical School, è stata membro fondatore e co-presidente (insieme a Neena Schwartz) dell'Association for Women in Science, nel 1971 e membro del comitato direttivo dell'AWIS dal 1972 al 1973.

### Collaborazioni
Il lavoro della Pool sulla coagulazione del sangue portò allo sviluppo di una frazione proteica del plasma sanguigno insolubile a freddo, il crioprecipitato, che contiene un fattore emolitico che sarebbe stato presto utilizzato su larga scala nelle banche del sangue.
Conseguì diversi premi per questa scoperta. La principale osservazione della Pool è stata che il fattore VIII può essere preparato in modo semplice ed economico dal plasma umano e può essere somministrato facilmente e in modo sicuro ai pazienti emofiliaci. Il prodotto può essere utilizzato per arrestare l'emorragia nei pazienti emofiliaci o per preparare questi ultimi prima di un intervento chirurgico, rendendo ora possibili le procedure chirurgiche necessarie in questo gruppo di pazienti.

## Riconoscimenti
- Premio Murray Thelin della Fondazione Nazionale per l'Emofilia, 1968[3]
- Premio Elizabeth Blackwell conferito da Hobart and William Smith Colleges, 1973[3]
- Paul M. Aggeler Memorial Lectureship, 1974[1]
- Premio per i risultati professionali dell'Università di Chicago, 1975[2]
- La Fondazione Nazionale per l'Emofilia ha rinominato i suoi premi di ricerca Judith Graham Pool Research Fellowships[2][3]